# 43657 Bobmiller
43657 Bobmiller è un asteroide della fascia principale. Scoperto nel 2002, presenta un'orbita caratterizzata da un semiasse maggiore pari a 3,1086220 UA e da un'eccentricità di 0,0964470, inclinata di 6,27801° rispetto all'eclittica.
L'asteroide è dedicato all'astronomo statunitense Robert Donald Miller.